# The summertime
The summertime is een nummer van de Volendamse band BZN uit 1985.
De single stond negen weken in de Nederlandse Top 40 en behaalde daarin de zesde plaats. Het was de derde single die werd opgenomen met zangeres Carola Smit als vervangster van Anny Schilder. Toen later dit album ook op cd verscheen werd de B-kant een extra (twaalfde) track.
De videoclip van The summertime werd opgenomen in Canada bij een zwembad in Toronto. De gehele special van BZN in Canada was een van de best bekeken televisieprogramma's van 1985.

## Hitnotering

### Nederlandse Top 40
| Hitnotering: 27-04-1985 t/m 22-06-1985 | Hitnotering: 27-04-1985 t/m 22-06-1985 | Hitnotering: 27-04-1985 t/m 22-06-1985 | Hitnotering: 27-04-1985 t/m 22-06-1985 | Hitnotering: 27-04-1985 t/m 22-06-1985 | Hitnotering: 27-04-1985 t/m 22-06-1985 | Hitnotering: 27-04-1985 t/m 22-06-1985 | Hitnotering: 27-04-1985 t/m 22-06-1985 | Hitnotering: 27-04-1985 t/m 22-06-1985 | Hitnotering: 27-04-1985 t/m 22-06-1985 | Hitnotering: 27-04-1985 t/m 22-06-1985 |
| Week:                                  | 1                                      | 2                                      | 3                                      | 4                                      | 5                                      | 6                                      | 7                                      | 8                                      | 9                                      |                                        |
| -------------------------------------- | -------------------------------------- | -------------------------------------- | -------------------------------------- | -------------------------------------- | -------------------------------------- | -------------------------------------- | -------------------------------------- | -------------------------------------- | -------------------------------------- | -------------------------------------- |
| Positie:                               | 33                                     | 20                                     | 11                                     | 8                                      | 6                                      | 6                                      | 12                                     | 16                                     | 28                                     | uit                                    |

### Nederlandse Single Top 100
| Hitnotering: 04-05-1985 t/m 15-06-1985 | Hitnotering: 04-05-1985 t/m 15-06-1985 | Hitnotering: 04-05-1985 t/m 15-06-1985 | Hitnotering: 04-05-1985 t/m 15-06-1985 | Hitnotering: 04-05-1985 t/m 15-06-1985 | Hitnotering: 04-05-1985 t/m 15-06-1985 | Hitnotering: 04-05-1985 t/m 15-06-1985 | Hitnotering: 04-05-1985 t/m 15-06-1985 | Hitnotering: 04-05-1985 t/m 15-06-1985 |
| Week:                                  | 1                                      | 2                                      | 3                                      | 4                                      | 5                                      | 6                                      | 7                                      |                                        |
| -------------------------------------- | -------------------------------------- | -------------------------------------- | -------------------------------------- | -------------------------------------- | -------------------------------------- | -------------------------------------- | -------------------------------------- | -------------------------------------- |
| Positie:                               | 7                                      | 6                                      | 8                                      | 11                                     | 19                                     | 19                                     | 26                                     | uit                                    |